# Pierre Leroux (écrivain)
Pour les articles homonymes, voir Leroux et Pierre Leroux (homonymie).
Pierre Leroux, né en 1958 à Montréal, est un écrivain, journaliste et scénariste québécois,,.

## Biographie
Pierre Leroux débute au quotidien montréalais Le Devoir en 1978, alors qu’il n’a pas vingt ans et qu’il termine sa licence de droit.
Il enchaîne rapidement les reportages à l’étranger — en Allemagne notamment sur les traces de l’OTAN, puis à La Havane à l’heure où se dessine l’exode de Mariel en 1980 — et entre au Journal de Montréal où il écrira jusqu’en 1995.
Fable aux parfums slaves qui retrace l’itinéraire d’un rêveur enivré du rire de celles qu’il ne parvient pas à séduire, Le Rire des femmes, paru au Québec en 1996, fut en lice l’année suivante pour le prix du Premier Roman de la francophonie remis en Charente.
Cher éditeur (éd. Albin Michel) paraît en 2004 à Paris. Roman épistolaire, il s’amuse volontiers des liaisons sanguinaires qu’entretiennent auteurs et éditeurs au sein du cartel de Saint-Germain-des-Prés.

Pierre Leroux écrit également pour le cinéma. Il a notamment signé plusieurs scénarios avec le réalisateur français Claude Lelouch (au nombre desquels : Une pour toutes, And now… Ladies and Gentlemen, L’Amour c’est mieux que la vie et Finalement).

## Filmographie sélective
- 2000 : Une pour toutes de Claude Lelouch[9]
- 2002 : And Now... Ladies and Gentlemen de Claude Lelouch[10],[15]
- 2021 : L'amour c'est mieux que la vie de Claude Lelouch[11]
- 2024 : Finalement de Claude Lelouch[16],[12]